# Peace: A Celtic Christmas
A Peace: A Celtic Christmas Sheila Walsh skót énekesnő 2000-ben megjelent karácsonyi albuma. Az albumon ismert egyházi és világi karácsonyi dalok hallhatók, csendes, családias, jellegzetesen kelta zenei stílusban.  

## Dalok
- 1 God Has Come to Us
- 2 O Come All Ye Faithful
- 3 In the Bleak Midwinter
- 4 Gloria See All 3 3:44
- 5 O Come O Come Emmanuel
- 6 Light of the World
- 7 Little Road to Bethlehem
- 8 What Child Is This
- 9 Prince of Peace
- 10 Silent Night